# Eleonora de Fonseca Pimentel

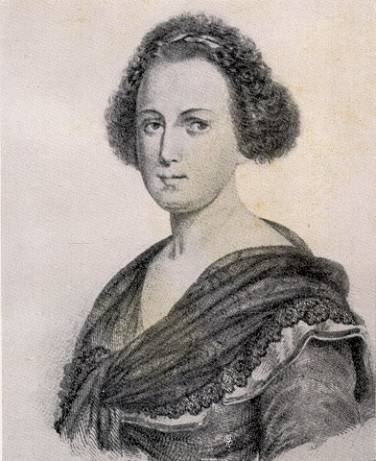
Eleonora de Fonseca Pimentel.

Eleonora Anna Maria Felice de Fonseca Pimentel Chaves, född 13 januari 1752 i Rom, död 20 augusti 1799 i Neapel, var en italiensk brevskrivare, journalist, poet och revolutionär, känd som en av ledarna för den Parthenopeiska republiken. 
Eleonora de Fonseca Pimentel var medlem av en portugisisk adelsfamilj i Rom. Hon tillhörde från 1770-talet de litterära intellektuella kretsarna i Neapel och brevväxlade med Metastasio och Voltaire. Hon var en ledande gestalt inom de jakobinska kretsar som i januari 1799 ledde den revolution som avsatte monarkin och grundade den Parthenopeiska republiken. Hon utgav republikens officiella tidning, Monitore Napoletano, och skrev många av dess artiklar. Efter republikens fall i juni samma år tillhörde hon de många politiska fångar som avrättades, dömda av Horatio Nelsons skendomstolar.